# Sydney Newman
Sydney Cecil Newman, OC (1 de abril de 1917 – 30 de outubro de 1997) foi um realizador canadense de filmes e televisão, que teve um papel pioneiro no drama da televisão britânica no fim dos anos 50 e 60. Depois do seu regresso ao Canadá em 1970, Newman foi apontado como Director de Encenação dos Broadcast Programs Branch para o Canadian Radio and Television Commission (CRTC) e depois dirigiu o National Film Board of Canada (NFB). Também ocupou uma posição sénior no Canadian Film Development Corporation, Canadian Broadcasting Corporation e atuou como conselheiro para o Secretário de Estado do Canadá.
Durante o seu tempo na Grã-Bretanha nos anos 50 e 60, trabalhou primeiro com a Associated British Corporation, ou ABC (agora Thames Television), antes de se mudar para a BBC em 1962, dirigindo o lugar de Director de Drama em ambas as organizações. Durante esta fase da sua carreira, foi responsável por iniciar dois programas de televisão muito populares, a série de ficção científica The Avengers e a série de ficção científica Doctor Who, bem como supervisionar a produção do drama realístico social Armchair Theatre e The Wednesday Play.
O website do Museum of Broadcast Communications descreve Newman como "o agente mais significativo no desenvolvimento do drama televisivo britânico". Pouco depois da sua morte, o seu obituário no jornal The Guardian declarou que "durante 10 curtos anos gloriosos, Sidney Newman...foi o mais importante empresário na Bretanha...A sua morte marca não só o fim de uma era mas o descanso de toda uma filosofia de arte popular".
Em Quebec, enquanto comissário da NFB, atraiu controvérsia pela sua decisão em suprimir a distribuição de vários filmes politicamente sensíveis, de directores franco canadianos.

## Juventude no Canadá

### Juventude e NFB
Nascido em Toronto, Newman era filho de um Russo-Judeu imigrante que tinha uma loja de sapatos. Depois de estudar na Escola Pública de Ogden, que deixou com 13 anos, matriculou-se mais tarde na Escola Técnica Central, estudando arte e design. Inicialmente, tentou seguir uma carreira como fotógrafo de retratos e artista, especializando-se em desenhar posteres de filmes. Contudo, achou tão difícil de ganhar dinheiro com esta profissão que mudou de carreira para a própria indústria cinematográfica. Em 1938, viajou para Hollywood, onde lhe foi oferecido um papel na Walt Disney Company na área de design gráfico. Todavia, não conseguiu fazer o trabalho devido a uma falha no visto de trabalho. Voltando ao seu país nativo, em 1941, ganhou um trabalho como editor de filmes na National Filme Board of Canada. Trabalhou em mais de 350 filmes enquanto editor na NFB.
Durante a Segunda Guerra Mundial o director da NFB, John Grierson, promoveu Newman a produtor de filmes, trabalhando em documentários e filmes de propaganda, incluindo Fighting Norway, que realizou. Em 1944, foi produtor executivo no Canada Carries On, uma série de longa duração. Em 1949, Grierson ajudou novamente Newman na carreira, introduzindo-o na televisão, na altura uma indústria recente, durante um ano na NBC em Nova Iorque. A sua tarefa lá era compilar relatórios do governo canadiano nas técnicas americanas televisivas, focando dramas, documentários e broadcasts externos.

### CBC Television
Um dos relatórios de Newman no broadcast externo foi visto e admirado pelos executivos na Canadian Broadcasting Corporation (CBC) e em 1952 juntou-se à CBC como director supervisor de qualidade, documentários e broadcasts externos. Aí esteve envolvido na produção não só de algumas das primeiras edições televisivas de Hockey Night in Canada, mas também no primeiro jogo da Liga de Futebol Canadiano emitido na televisão. Depois da sua experiência de ver a realização de televisão em Nova Iorque, estava ansioso para trabalhar em drama, apesar de, por sua própria admissão, "não saber nada sobre drama". Foi capaz de persuadir os seus superiores da CBC a fazerem dele um Supervisor de Produção de Drama em 1954. Na sua posição encorajou uma nova onda de novos escritores e directores, incluindo Ted Kotcheff e Arthur Hailey, e supervisionou programas como o popular General Motors Theatre.
Escrevendo em 1990, o jornalista Paul Rutherford sentiu que durante o seu tempo na CBC nos anos 50, Newman tinha sido um "grande campeão de drama realístico canadiano". Sentiu que Newman "veio preencher o papel de empresário de drama com uma visão de levar as pessoas a desenvolver drama de alta qualidade e com um estilo popular".
Vários dos episódios do General Motors Theatre, incluindo Flight into Danger de Hailey, foram comprados para serem emitidos na BBC do Reino Unido. As produções impressionaram Howard Thomas, que era o director da Associated British Corporation (ABC) o franchise para o rival da ITV nas English Midlands e o North nos fins de semana. Thomas ofereceu a Newman um trabalho com a ABC como produtor da sua própria série thriller ao Sábado, que Newman aceitou, mudando-se para a Inglaterra em 1958. Em 1975 o director de drama da CBC, John Hirsch, notou que a tendência de tantos escritores e directores tinham seguido Newman para a Inglaterra nos anos 50 e não tinham regressado para trabalhar no Canadá, tendo um grande impacto no drama televisivo canadiano.

## Associated British Corporation (ABC)

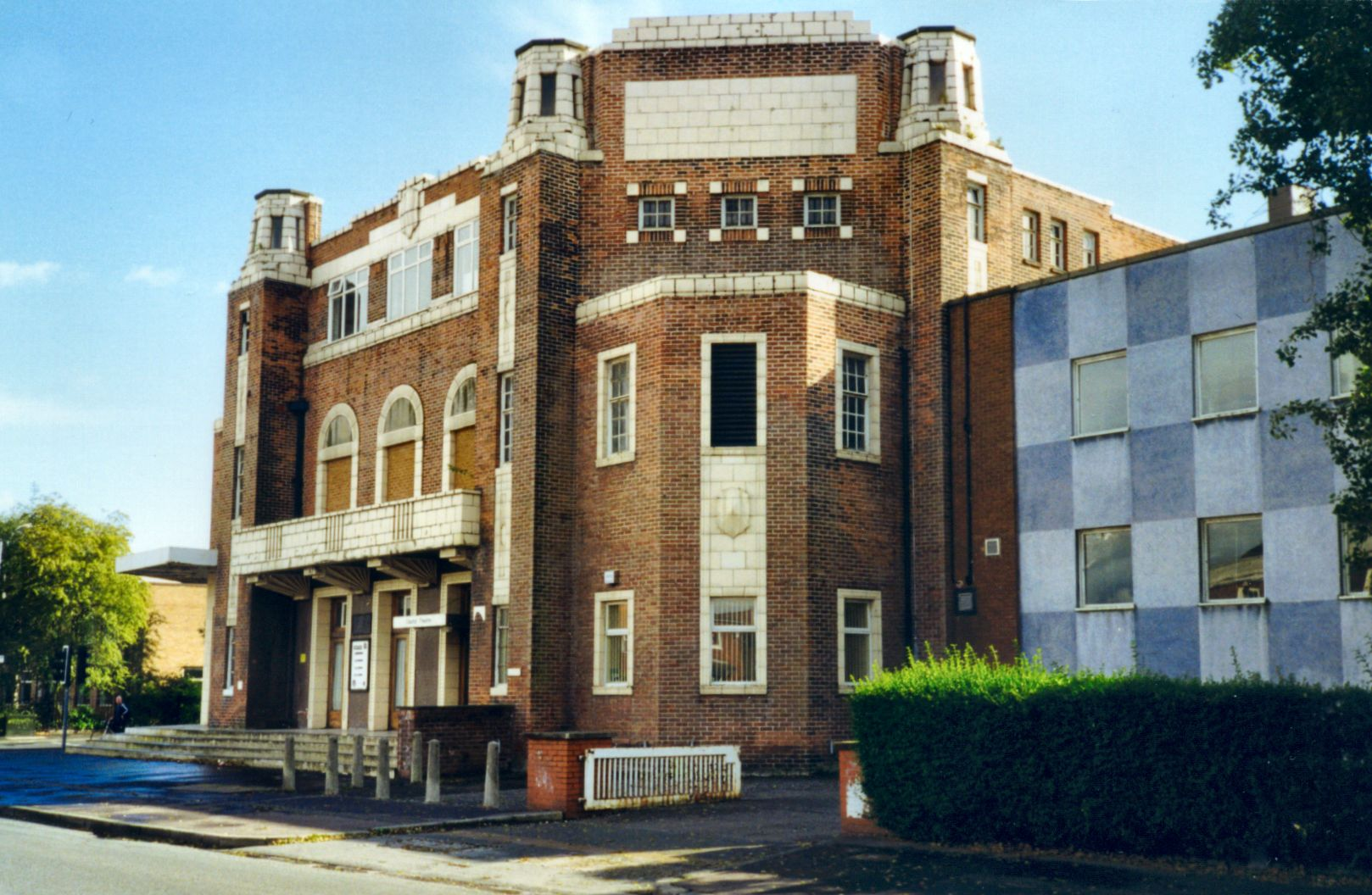
Estúdios da ABC em Didsbury, Manchester, onde Newman começou com a Armchair Theatre e The Avengers.

Pouco depois de Newman chegar ao Reino Unido, o Director de Drama da ABC Dennis Vance mudou-se para uma posição sénior da empresa, e Thomas ofereceu o lugar a Newman, que o canadiano prontamente aceitou. Ele estava, contudo, um tanto desiludido com o estado em que estava o drama televisivo britânico. "Na altura, eu encontrei este país um pouco fora de classe", disse a entrevistadores em 1988. "O único teatro legítimo era para com uma variedade limitada, que no seu conjunto deu uma visão condescendente de pessoas da classe trabalhadora. Os dramas televisivos eram normalmente adaptações de teatros e invariavelmente sobre classes altas. Eu disse, 'Que se lixem as classes altas: eles nem têm televisões!'".
A principal ferramenta de Newman para estabelecer a ordem eram um programa que tinha sido iniciado antes de ele chegar à ABC, Armchair Theatre. Esta série antológica era emitida nacionalmente ao logo das regiões da ITV aos sábados à noite, e em 1959 estava no top 10 das classificações durante 32 das 37 semanas que esteve em emissão, com audiências de mais de 12 milhões de pessoas. Newman usou a sua posição para apresentar peças de escritores como Alun Owen, Harold Pinter e Clive Exton, trazendo também vários associados do Canadá como Charles Jarrott e Ted Kotcheff. Escrevendo em 2000, o historiador televisivo John Caughie disse que "a insistência de Newman que a série usasse apenas material originalmente escrito para televisão fez de Armchair Theatre um momento decisivo na história do drama televisivo britânico".
Em 1960, Newman idealizou um thriller para a ABC chamada Police Surgeon, protagonizado por Ian Hendry. Apesar de Police Surgeon não ter sido um sucesso e ter sido cancelada após um pequeno período de emissões, Newman levou Henry como estrela, e algumas outras personagens do programa, para criar uma nova série (não uma sequela directa como às vezes é chamada) chamada The Avengers. Começando em Janeiro de 1961, The Avengers tornou-se um sucesso internacional, apesar de nos anos seguintes diferir um pouco da série original de Newman, desviando-se para uma vertente mais humorística do que permanecendo um thriller.
O grande sucesso de Newman na ABC foi notado pelo British Broadcasting Corporation, cujos executivos tentavam fazer renascer o seu departamento de drama no seguimento da grande competição da ITV. Em 1961, o director de televisão da BBC, Kenneth Adam, encontrou-se com Newman e ofereceu-lhe a posição de director de Drama na BBC. Ele aceitou a posição, achando que seria um novo desafio, contudo foi forçado pela ABC a permanecer lá até terminar o seu contrato em Dezembro de 1962, após o qual começou a trabalhar na BBC.

## BBC

### Chegada e impacto
Existia algum ressentimento para com o seu compromisso com a BBC, uma vez que vinha de fora e ganhava mais do que muitos dos executivos seniores, contudo ainda ganhava um pouco menos que ganhava na ABC. Quando terminou com a ABC, foi severo a acabar com a imagem do drama da BBC e introduziu novos aspectos para o "drama de lavatório de cozinha" (dramas baseados em problemas da classe trabalhadora) e "homens jovens zangados", da época. Também dividiu o departamento de drama em três partes - séries, romances e peças.
Em 1964 ele e Kenneth Adam iniciaram a nova série antológica The Wednesday Play, uma série equivalente à Armchair Theatre na BBC, que teve muito sucesso e boas críticas, com argumento escrito e dirigido por Dennis Porter, Jeremy Sandford e Ken Loach. A série atraiu comentários e debates para várias das suas produções, como Cathy Come Home, uma produção de Tony Garnett a partir de um argumento de Jeremy Sandford, que era sobre questões de sem-abrigo. Também havia problemas causados por Newman trazendo directores freelance para trabalhar no programa, que por vezes usava nas suas peças para tentar aumentar o impacto; com directores isto poderia ser compensado reduzindo o orçamento de uma seguinte produção, mas para um freelancer não existiria tal recurso.
Shaun Sutton foi um dos produtores de drama que trabalhou sob a alçada de Newman na BBC, e mais tarde sucedeu-lhe como director de drama. Mais tarde escreveu que Newman "reanimou o drama televisivo...[ele criou] um clima em que a ousadia compensava". Em contraste, Don Taylor, que era o director do departamento de drama na altura, mais tarde disse que sentia que Newman não era pessoa para ser Director de Drama, escrevendo: "Para colocar de forma brutal, fiquei profundamente ofendido que a posição principal no drama televisivo, numa altura em que o National Theatre estava no ar, tivesse sido oferecido a um homem cujos valores eram inteiramente comerciais, e que não tinham mais conhecimentos que um leigo da tradição teatral inglesa, deixando sozinho o drama da Europa e o resto do mundo".
A biografia de Newman no website do Museum of Broadcast Communications aponta que muito do trabalho de Newman que foi atribuído como crédito na BBC, foi pouco diferente do que foi atribuído pelo seu precedente Michael Barry, que "também atraiu novos escritores originais...e contratou novos directores... Contudo, foi a novidade e inovação que Newman trouxe ao seu drama que foi mais significativo: a sua concentração do potencial da televisão como televisão, para uma massa e não para apenas uma parte da audiência". A académica Madeleine Macmurraugh-Kavanagh criticou algumas pessoas pelos elogios dados a Newman pelo tempo que esteve na BBC, escrevendo que: "Quando os arquivos e material de imprensa do período de 1964-65 é examinado, surge uma pequena falha entre o que Newman parece cumprir e aquilo que realmente cumpre...Também importante para a mitologia que se formou à volta de Newman é o facto que o seu estilo de drama é interpretado por alguns como não sendo assim tão radical como parece".

### Doctor Who
Em 1963, iniciou a criação de série de ficção científica Doctor Who. A série foi descrita pelo British Film Institute como tendo "criado um fenómeno nunca antes visto noutro programa da TV britânica" e pelo jornal The Times como "essencial para ser britânico". Newman já era um fã de ficção científica há muito tempo: "Na idade de 40 anos, não achava que existisse outro livro de ficção científica que ainda não tivesse lido. Adoro-os porque são uma forma maravilhosa - e segura, adiciono - de dizer coisas más sobre a nossa sociedade".
Quando o Controlador de Televisão da BBC Donald Baverstock alertou Newman da necessidade de uma programa que preenchesse a falha entre o programa de desportos Grandstand e o programa de música pop Juke Box Jury aos sábados à noite, ele decidiu que um drama de ficção científica seria um perfeito veículo para preencher esse espaço e ganhar audiência familiar. Apesar de muito do trabalho na geração da série ter sido feito por Donald Wilson, C.E. Webber e outros, foi Newman que criou a ideia da máquina do tempo (TARDIS) e a personagem do misterioso Doctor, ambos permanecem no coração do programa. Pensa-se também que tenha chegado ao título Doctor Who, apesar de mais tarde o actor e director Hugh David ter dado créditos ao amigo Rex Tucker, o produtor inicial do programa.
Depois da série ter sido concebida, Newman inicialmente aproximou-se de Don Taylor e depois de Shaun Sutton para o produzirem, mas ambos recusaram. Depois decidiu-se pela sua antiga assistente de produção na ABC, Verity Lambert, que nunca tinha produzido, escrito ou dirigido, mas aceitou a oferta. Como Lambert se tornou a mais jovem - e única mulher - a produzir drama na BBC, houve algumas dúvidas na escolha de Newman, mas ela tornou-se um sucesso no cargo. Até Newman entrou em confronto com ela numa ocasião, devido à inclusão de aliens Dalek no programa. Newman não queria nenhuma espécie de "monstros de um olho" no programa, mas apaziguou quando estavas tiveram um grande sucesso. Mais tarde, no decorrer do programa, em 1966 voltou a ter papel na troca de um primeiro para um segundo Doctor.
No episódio de 2007 do Doctor Who "Human Nature", o Doctor (numa forma humana como "John Smith") refere-se aos seus pais Sidney e Verity, um tributo a Newman e Lambert. Verity Newman, uma personagem do episódio de 2010 "The End of Time", também é chamada devido a eles. Uma situação semelhante surgiu num episódio do programa original: em "The Powerful Enemy", o primeiro episódio da história de 1965 "The Rescue", de forma a esconder o facto que uma personagem é outra disfarçada, o papel é creditado ao não existente actor "Sidney Wilson", uma junção dos nomes de Sidney Newman e Donald Wilson.

### Outros trabalho e regresso
Newman também teve sucesso com outros programas da BBC como o drama The Forsyte Saga em 1967, um projecto de Donald Wilson em que Newman não estava inicialmente convencido. Contudo, tornou-se uma das mais aclamadas e populares produções da altura, visto por cerca de 100 milhões de pessoas em 26 países. Depois de também iniciar outras séries populares como Adam Adamant Lives!, no fim de 1967, o contrato de 5 anos de Newman com a BBC chegou ao fim, e ele não ficou com a Corporation. Em vez disso, voltou à indústria cinematográfica, aceitando um trabalho como produtor com a Associated British Picture Corporation. "Eu quero sair da minha cadeira de executivo e tornar-me um trabalhador criativo novamente", disse ele ao jornal The Sun sobre a sua decisão.
Contudo, a indústria cinematográfica britânica entrava num período de declínio, e nenhum dos projectos de Newman entrou alguma vez em produção. ABPC foi adquirida pelo EMI, e no fim de Junho de 1969, Newman foi dispensado da companhia, mais tarde descrito como 18 meses de um "total desperdício". Apesar de ter sido sugerido como produtor executivo pela BBC, voltando a ter os seus serviços assim que saísse da ABPC, Newman decidiu voltar ao Canadá. Deixou a Inglaterra a 3 de Janeiro de 1970, deixando um comentário no The Sunday Times dizendo que "a televisão britânica nunca mais será a mesma".

## Regresso ao Canadá

### Presidente da NFB
O seu primeiro regresso após voltar ao seu país de origem foi numa posição na Canadian Radio and Television Commission (CRTC) em Ottawa, onde batalhou com broadcasters privados, especialmente CTV, sob as novas regulamentações do conteúdo canadiano. Isto durou alguns meses, antes de Agosto de 1970 ele tornou-se o novo Comissionário Governamental Cinematográfico, o presidente do National Film Board do Canadá, voltando para a mesma instituição onde tinha trabalhado nos anos 40. Neste papel, experienciou problemas no Quebec resultantes do facto de não falar francês, na altura em que o programa francês da NFB atraía jovens nacionalistas produtores do Quebec. Alguns membros da equipa sentiram que esteve longe da NFB tempo demais, enquanto o produtor Denys Arcand sentiu que Newman não percebia a cultura do Quebec.
Newman conseguiu melhorar as relações da NFB com a CBC, assegurando o horário nobre durante várias produções, contudo, foi criticado por alguns produtores por permitir a CBC de emitir filmes da NFB com anúncios publicitários. Também moveu toda a NFB para produção de filmes a cores. Todavia, Martin Knelman do jornal Toronto Star sentiu que Newman estava "atolado numa guerra política e caos administrativo". Ele foi responsável por censurar ou banir várias produções, incluindo On est au coton e Gilles Groulx's 24 heures ou plus. Estes filmes foram preocupantes, respectivamente, com as condições de trabalho de uma fábrica de texteis e criticando a sociedade de consumo. Tal censura resultou em algumas críticas atacando Newman por ser anti classe trabalhadora e pro-capitalista.
Newman tem um registo misto com os filmes de língua francesa. Defende Un pays sans bon sens! de Pierre Perrault num parlamento em 1971, mas no mesmo ano rejeita pessoalmente a libertação do filme de Michel Brault sobre a crise de Outubro, Les ordres. Isto deve-se ao facto de o filme já ter sido aprovado pelo quadro do comité da língua francesa, e não foi estreado até Brault pessoalmente estreá-lo em 1974.
Newman foi assumido como um possível alvo de terrorismo durante a crise de Outubro, e guardas armados patrulharam os quarteirões da NFB. Newman estava preocupado com a ideia de estrear filmes com temas nacionalista de Quebec, como Goulx's 24 heures ou plus, numa altura tão tensa politicamente, preocupado com o que o público canadiano podia pensar. Apesar de ter sido o deputado André Lamy que em vários casos ajudou na controvérsia sobre as produções de língua francesa, foi Lamy que mais tarde acabou por permitir a libertação de alguns filmes depois de suceder Newman como Comissário Governamental de Filmes.
Quando o contrato de Newman terminou com a NFB em 1975, não foi renovado. O historiador de filmes Gerald Pratley disse que por esta altura, a NFB era "uma instituição quase esquecida" devido "ao estupor que a tinha tomado". O escritor Richard Collins sentiu que "as várias experiências que deixaram [Newman] que reconhecesse a natureza do problema da NFB e a necessidade de mudança e reorientação dos gostos dos canadianos tinham-no deixado sem sensibilidade com o Canadá". Por esta altura, Newman sentiu que o programa francês da NFB não tinha feito esforços suficientes para comunicar com as pessoas em inglês no Canadá ou para fazer filmes que eram importantes para "homens vulgares, que não têm machado para moer".
Newman tornou-se um Conselheiro Especial em Filmes para o Secretário de Estado, e de 1978 a 1984 foi Consultor Chefe Criativo para a Canadian Film Development Corporation.

### Anos mais tarde
Newman foi premiado pela Ordem do Canadá em 1981, com a maior honra do país. Pouco depois voltou a viver durante um tempo em Inglaterra após a morte da sua esposa Elizabeth McRae em 1981, com quem era casado desde 1944. A sua principal razão para voltar à Inglaterra era tentar, sem sucesso, produzir uma série de drama sobre a Bloomsbury Group para o novo Channel 4.
Em 1986, o então Controlador da BB One, Michael Grade, descontente com o actual estado do Doctor Who, escreveu a Newman questionando se teria ideias para reformular a série, que na altura tinha problemas com audiências. Newman respondeu a Grade a 6 de Outubro desse ano com várias propostas detalhadas e sugestões de que tomaria controlo da série como produtor executivo. Grade sugeriu que Newman se encontrasse com o, na altura, Director de Drama, Jonathan Powell, para almoçar e discutirem as ideias Canadianas. Newman e Powell não se deram bem, contudo, nada saiu da sua reunião. Não teve também sucesso na sua tentativa de ter o seu nome no fim da ficha técnica do programa como criador. O Director de Series e Serials Ken Riddington, a quem Newman escreveu pedindo para ser referido, escreveu-lhe que "Directores do Departamento que originou os programas tem de satisfazer com outras recompensas que provém de tal".
Newman voltou ao Canadá novamente nos anos 90, onde morreu de ataque cardíaco em Toronto em 1997. Deixou às suas três filhas e à sua nova parceira Marion McDougall.

## Retrato na ficção
Em Setembro de 2003, uma versão de Newman pelo actor Ian Brooker apareceu no drama áudio Deadline, escrito por Rob Shearman e estreado por Big Finish Productions. A peça foi colocada num mundo onde Doctor Who nunca tinha sido criado, existindo apenas a imaginação e memórias de um escritor ficcional Martin Bannister, protagonizado por Derek Jacobi. Como parte da peça, Bannister não tinha possibilidades de se lembrar se Newman era canadiano ou australiano, com a pronúncia da personagem de Newman mudando conforme as memórias de Bannister variavam.
Para o quinquagésimo aniversário do Doctor Who em 2013, a BBC comissionou uma dramatização dos eventos em volta da criação da série, chamada An Adventure in Space and Time escrito por Mark Gatiss. Newman foi protagonizado por Brian Cox.